# ガブリイル・ロマーキン
ガブリイル・ヤキモヴィチ・ロマーキン（ロシア語: Гавриил Якимович Ломакин, ラテン文字転写: Gavriil Yakimovich Lomakin, 1812年 - 1885年）は19世紀ロシアの合唱指揮者、教師、作曲家。優れた合唱教授法に加えて、教会音楽やロシア民謡から西ヨーロッパの芸術作品に至るまで網羅したロマーキンの豊かな知識・音楽性は、ミハイル・グリンカ、ウラディーミル・オドエフスキー(en:Vladimir Odoevsky)、アレクサンドル・セローフ、ウラディーミル・スターソフら同時代のロシア芸術・音楽界で重鎮とされる人物たちに高く評価された。
ロマーキンはシェレメーテフ伯爵家の農奴の子として生まれる。
なお、シェレメーテフ家はリューリク朝以来の「五家」に数えられる名門であり、同伯爵の農奴音楽家には、ロマーキンのほか、ジュゼッペ・サルティに作曲を学んだステパン・デグティアリョフ（en:Stepan Degtyarev, 1766年 - 1813年）やソプラノ歌手プラスコヴィア・コヴァリョーヴァ（en:Praskovia Kovalyova-Zhemchugova, 1768年 - 1803年）らが知られる。コヴァリョーヴァは、後にシェレメーテフ伯爵夫人となった。
ロマーキンは10歳のときに音楽の才能を認められ、シェレメーテフ伯爵のサンクトペテルブルク聖歌隊に入隊して本格的に音楽を学んだ。変声期を迎えてからは指導に回り、1850年から1872年まで指揮者を務めた。1874年、聖歌隊の解散によって、以後はシェレメーテフ男声合唱団を指揮した。ロマーキンの指導によって、同合唱団はロシアで最も重要な合唱団といわれるようになった。
そのかたわら、1848年から1859年まではサンクトペテルブルク宮廷合唱団やサンクトペテルブルク法律学校、同演劇学校などで教師を務めた。
法律学校時代には、若きピョートル・チャイコフスキーにロシア聖歌を教えている。
また、マリインスキー劇場のトップ・ソリストだったバリトン歌手イヴァン・メルニコフ（1832年 - 1906年）は1861年から1866年までの6年間、ロマーキンに個人レッスンを受けている。
1862年、作曲家ミリイ・バラキレフとともに無料音楽学校を設立。同学校の初代校長に就任するとともに合唱クラスの指導を担当した。